# St. Aureus und Justina (Bommersheim)

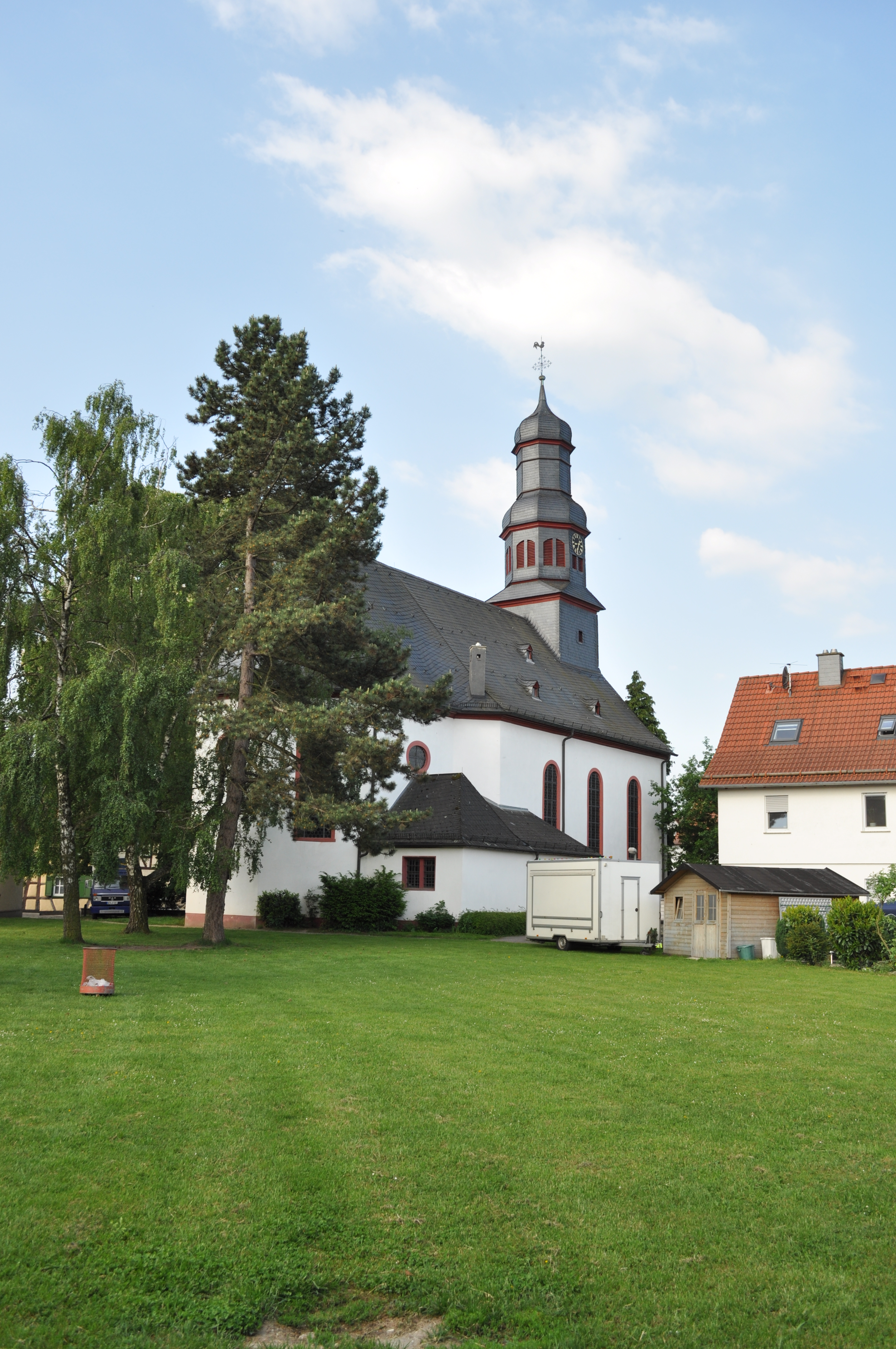
St. Aureus und Justinus

St. Aureus und Justina ist die römisch-katholische Pfarrkirche in Bommersheim, einem Stadtteil von Oberursel (Taunus). Sie ist dem Heiligen Aureus und seinem Diakon Justinus geweiht. Die Kirche mit Adresse Lange Straße 106 steht als Kulturdenkmal unter Denkmalschutz.

## Geschichte
1319 erbaute Ritter Heinrich von Bommersheim eine Burgkapelle in der Burg Bommersheim, die Aureus und Justinus geweiht war. Die Burg umfasste einen wesentlichen Teil des heutigen Kirchhofes. Dort befand sich der Sitz eines Kaplans, dieser unterstand dem Pfarrer von St. Ursula (Oberursel). Erster namentlich bekannter Kaplan ist Udalricus. 1525 bis 1604 war die Kapelle (wie die Mutterkirche) lutherisch, danach wieder katholisch. Nachdem die Kirche 1736–1738 erbaut wurde (die Grundsteinlegung war am 14. November 1736), wurde sie 1740 in den Rang einer eigenen Pfarrei erhoben. Am 15. August 1765 erfolgte die Weihe der Kirche. Bis 1888 war diese Pfarrei jedoch in Personalunion mit der in Oberursel verbunden. Seit 1687 bestehen Kirchbücher.

## Kirche
Die barocke Kirche wurde von dem Baumeister Christian Fritz und seinem Sohn Jacob aus Tirol errichtet. Es handelt sich um einen dreiachsigen Saalbau mit schräg eingezogenem dreiseitig geschlossenem Chor. Die Verglasung der hohen Rundbogenfenster wurde 1893 erneuert. 1899 wurde von der Zivilgemeinde die Turmuhr eingebaut. Die Ausstattung der Kirche stammt noch fast vollständig aus der Entstehungszeit. Der barocke Hochaltar wurde durch den Hadamarer Bildhauers Martin Volk (1740) und die barocken Seitenaltäre von Johann Wiess (vor 1738) geschaffen. Die Orgel aus dem Jahr 1899 hat 13 Register.
Die Glocken der Kirche wurden 1917 beschlagnahmt. Die drei 1920 neu gegossenen Glocken wurden 1922 eingeweiht. Die Marienglocke von 1776 wurde der Kirche in Stierstadt übergeben.

## Pfarrer
- Josef Maria Schmidt (1818–1828)
- Christian Flach (1828–1830)
- Josef Maria Schmidt (1830–1837)
- Johann Bapt. Roth (1837–1838)
- Philipp Josef Westenberger (1836–1867)
- Josef Menzer (1863–1867)
- Sebastian Hirschmann (1867–1871)
- Johannes Corzilius (1871–1872)
- Heinrich Josef Fischer (1872–1883)
- Wilhelm Tripp (1883–1884)
- Dr. Ägidius Keller (1884–1887)
- Friedrich Gruber (1887)
- Michael Müller (1887–1888)
- Franz Schaller (1888–1910)
- Anton Zengerle (1910–1927)
- Friedrich Bertram (1927–1934)
- Johannes Josef Arnold (1934–1958)
- Alfons Jaeschke (1958–1976)
- Erich Einig (1976–1985)
- Gottfried Perne (1. Oktober 1985–31. August 2002)